# Саковнинки
Саковнинки — деревня в Троснянском районе Орловской области. Входит в состав Троснянского сельского поселения. Население — 76 чел. (2010).

## География
Саковнинки находится в юго-восточной части области на Среднерусской возвышенности.
Часовой пояс
деревня Саковнинки, как и вся Орловская область, находится в часовой зоне МСК (московское время). Смещение применяемого времени относительно UTC составляет +3:00.

## Население
| 2002 | 2010 |
| ---- | ---- |
| 113  | ↘76  |

Национальный состав
Согласно результатам переписи 2002 года, в национальной структуре населения русские составляли 88 % от общей численности населения в  113 жителей